# Indigofera stenophylla
Indigofera stenophylla är en ärtväxtart som beskrevs av Jean Baptiste Antoine Guillemin och Perr. Indigofera stenophylla ingår i släktet indigosläktet, och familjen ärtväxter. Inga underarter finns listade i Catalogue of Life.